# إعصار غريس 1991
كان إعصار غريس إعصارًا من الفئة 2 لم يدم طويلًا وساهم في تكوين العاصفة المثالية القوية لعام 1991 . تشكل إعصار غريس في 26 أكتوبر، وكان في البداية أصول شبه استوائية وهو يعني أنه كان جزئيا إعصاراً إستوائياً وخارجها جزئيا بطبيعتة. أصبح إعصاراً مداريًا في 27 أكتوبر، وبلغ ذروته في نهاية المطاف مع رياح بلغت 165 كم / ساعة. كان للعاصفة آثارًا طفيفة على جزيرة برمودا أثناء مرور الإعصار بإتجاه الجنوب. حول إعصار آخر في الشمال إعصار جريس شرقًا؛ في النهاية تم إذابة الإعصار في منطقة ضغط منخفض. بعد تغذية الإعصار من قبل التناقض بين الهواء البارد في الشمال الغربي والهواء الدافئ من بقايا إعصار غريس، تحول إلى عاصفة كبيرة وقوية باسم نوريستر التي تسببت بموجات عالية للغاية وأدت إلى خسائر شديدة على امتداد الساحل الشرقي للولايات المتحدة.

## تاريخ الأرصاد الجوية
تعود أصول جريس إلى منطقة الضغط المنخفض ذات المستوى المتوسط والتي تشكلت في 23 أكتوبر إلى جنوب برمودا. أشارت التقارير الواردة من سفينة قريبة إلى أن المنخفض أصبح سمة سطحية بحلول 25 أكتوبر. احتوى نظام العاصفة في البداية على خصائص شبه استوائية، وافتقر مركز الدوران إلى الحمل الحراري العميق لعدة أيام. تم تصنيف النظام على أنه عاصفة شبه استوائية في 26 أكتوبر. أصبحت منطقة من السحب بالقرب من برمودا محمولة بشكل متزايد، وأصبحت تدريجيًا مقيدة بالتوسع والتطور للعاصفة شبه الاستوائية. استمر نشاط العواصف الرعدية بالقرب من المركز، وفي 27 أكتوبر، بلغت العاصفة حالة العاصفة الاستوائية وسميت غريس.
استمرت النعمة في التنظيم والتكثيف؛ بناءً على تقديرات كثافة القمر الصناعي وتقارير الاستطلاع، تمت ترقية العاصفة إلى فئة إعصار واحد، وهو أدنى مستوى على مقياس إعصار سافير سيمبسون. وصلت النعمة إلى ذروتها مع رياح بلغت 105 ميل في الساعة (165 كم / ساعة) وضغط جوي مركزي أدنى قدره 980 ملي بار (هكتوبسكال؛ 28.94.2007) inHg)، مرتبة كفئة 2. من الناحية التشغيلية، كان يُعتقد أن كثافة الذروة كانت 75 ميل في الساعة (120 km / h)، مما جعلها مجرد فئة 1 في ذروة قوتها. تم تتبع الإعصار عمومًا باتجاه الشمال الغربي حتى 28 أكتوبر، عندما تشكل إعصار خارج المداري على طول جبهة باردة تقترب من ساحل نيو إنجلاند. اشتدت هذه العاصفة بسرعة وأثرت على تيارات توجيه جريس، مما أدى إلى تحويل الإعصار شرقًا بحدة. في نفس الوقت تقريبًا، أصبحت ميزة العين المرتبطة بإعصار جريس واضحة في صور الأقمار الصناعية، على الرغم من الافتقار إلى نشاط الحمل الحراري القوي حول مركز العاصفة. تسارعت النعمة مع استمرارها في اتجاه الشرق، ووصلت إلى ذروتها من الفئة 2 الحالة في 29 أكتوبر. ومع ذلك، أدت الحركة الأمامية السريعة للعاصفة إلى دوران غير متماثل. تجاوز المركز حوالي 50 ميل (80 كـم) جنوب برمودا دون التأثير بشكل كبير على الجزيرة.
تحول إعصار جريس إلى الشمال الشرقي في وقت لاحق من ذلك اليوم، حيث قوضت الجبهة الباردة التي تقترب بسرعة مركز العاصفة ذي المستوى الأدنى. تم تجاوز النظام من قبل الجبهة وفقد بعد ذلك مكانته كنظام استوائي. تحركت شمالا على طول الجبهة واندمجت مع الإعصار الكبير في الشمال. أصبحت بقايا جريس غير قابلة للتمييز تمامًا بحلول اليوم التالي حيث تم امتصاصها بالكامل بواسطة عاصفة خارج المدارية عابرة في 30 أكتوبر. تعززت قوة النورستر بشكل كبير نتيجة التباين في درجات الحرارة بين الهواء البارد إلى الشمال الغربي والدفء والرطوبة المرتبطين ببقايا إعصار جريس. استمر نظام الضغط المنخفض في التعمق حيث انجرف باتجاه الجنوب الشرقي ثم باتجاه الجنوب الغربي باتجاه الولايات المتحدة. بلغ الإعصار ذروة شدته 390 ميلاً (630 كم) جنوب هاليفاكس، نوفا سكوشا، مع رياح تصل سرعتها إلى 75 ميل في الساعة (120 كم / ساعة). أصبحت العاصفة معروفة باسم «العاصفة المثالية».

## الاستعدادات والتأثير

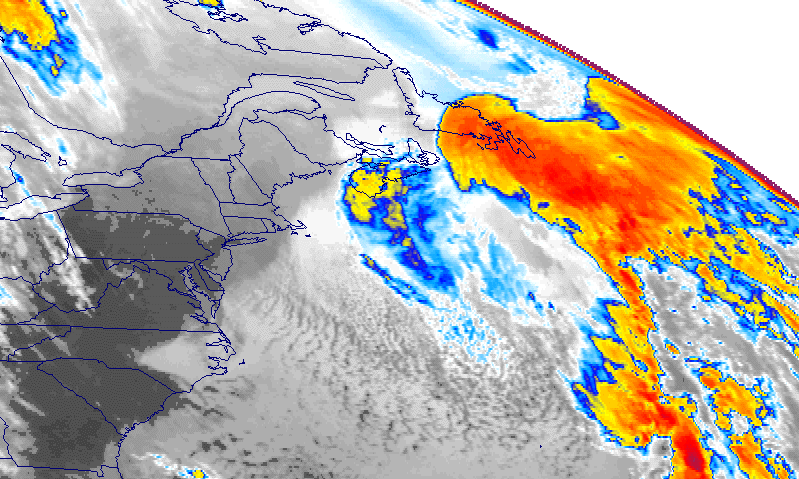
إعصار جريس (أسفل اليمين) يتم امتصاصه في نورستر (وسط)

قبل إعصار جريس، تم إصدار تحذير من عاصفة استوائية لبرمودا في 27 أكتوبر. في اليوم التالي، حوالي 10 ساعات قبل اقتراب العاصفة الأقرب للجزيرة، تمت ترقية تحذير العاصفة الاستوائية إلى تحذير من الإعصار. في 29 أكتوبر، تم تخفيض التحذير من الإعصار إلى تحذير من العاصفة الاستوائية، والذي تم تعديله إلى تحذير من العاصفة بعد ذلك بوقت قصير. الجزيرة شهدت عصابات من عاصف الطقس بالتعاون مع العاصفة. بلغ هطول الأمطار ذروته عند 3.21 بوصة (82 مـم). [12] ومع ذلك، لم يتم الإبلاغ عن أضرار كبيرة. واجه يخت مسافر من برمودا إلى نيويورك رياحًا قوية و 25 قدم (7.6 م) البحار قبالة ساحل فرجينيا، تم إنقاذ ركابها التسعة بواسطة مروحيات خفر السواحل.
بسبب حجمها الكبير، أحدثت جريس ارتفاعات كبيرة على طول الساحل الشرقي للولايات المتحدة، مصحوبة بمد مرتفع بشكل غير طبيعي. وصلت هذه الموجات إلى 15 قدم (4.6 م) على الأقل. على الرغم من تآكل الشواطئ الطفيف، لم تحدث أضرار كبيرة في الممتلكات، على الرغم من خسارة كارولينا بيتش، نورث كارولينا، حوالي 1 قدم (0.30 م) من الرمل.

على الرغم من التأثيرات الخفيفة من إعصار جريس، تسبب العاصفة الناتجة في أضرار ساحلية واسعة النطاق وأعالي البحار ورياح قوية. تم الإبلاغ عن هبوب رياح بقوة الإعصار في نيو إنجلاند. عصفت العاصفة بالمحيط لعدة أيام. موجة 101 قدم (31 م) في الارتفاع تم الإبلاغ عنها بواسطة عوامة بحرية. حدثت فيضانات ساحلية واسعة النطاق على طول ساحل وسط المحيط الأطلسي وشمال شرق الولايات المتحدة، مع تأثيرات حتى شمال نيوفاوندلاند وجنوبا حتى جامايكا. في النهاية، انتقلت السفينة الشمالية إلى إعصار آخر وصل إلى اليابسة في نوفا سكوشا. فقدت سفينة تعرف باسم أندريا جيل، مع ستة من أفراد طاقمها، خلال العاصفة. ألهمت قصة أندريا جيل كتاب سيباستيان جونجر لعام 1997، العاصفة المثالية، وفيلم سينمائي عام 2000.

## روابط خارجية
- إعصار جريس التقرير الأولي
- قائمة الأعاصير برمودا